# Karol Križan
Karol Križan (né le 5 juin 1980 à Žilina en Tchécoslovaquie) est un joueur slovaque de hockey sur glace. Il évolue au poste de gardien de but,.

## Biographie

### Carrière de joueur
En 1996, il commence sa carrière dans l'Extraliga. Il a remporté la Coupe Continentale 2005 avec le HKm Zvolen et l'Elitserien 2007 avec le MODO Hockey.

### Carrière internationale
Il représente l'équipe de Slovaquie au niveau international. Il est membre de l'équipe médaillée de bronze au championnat du monde junior 1999. Il a participé à plusieurs éditions du championnat du monde et aux Jeux olympiques de 2002.

## Trophées et honneurs personnels
Extraliga
- 2004 : nommé dans l'équipe d'étoiles.
- 2005 : nommé dans l'équipe d'étoiles.

Elitserien
- 2006 : meilleur pourcentage d'arrêts.